# Lista över segrare i Grand Prix Roadracing

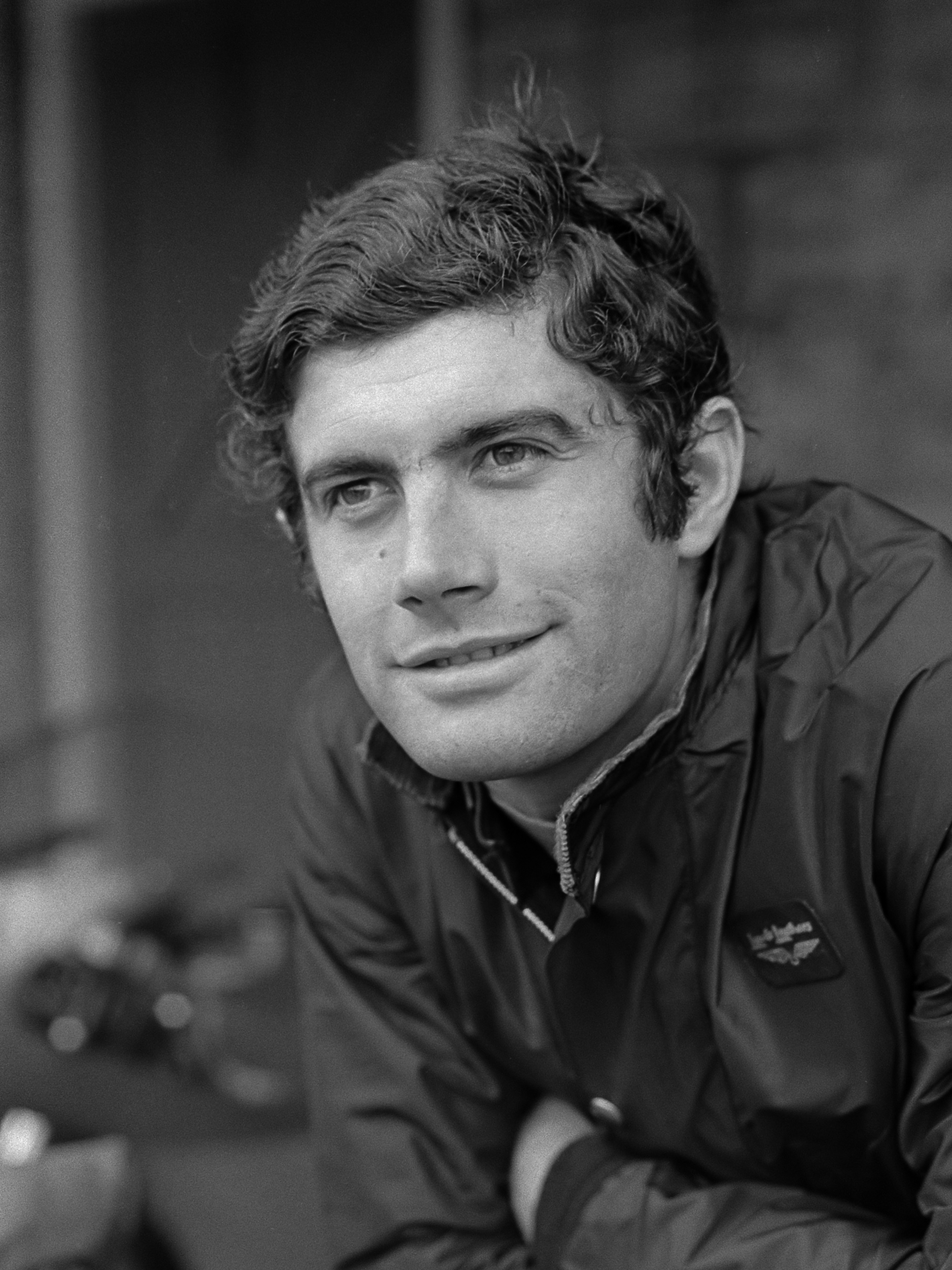
Giacomo Agostini har både flest VM-titlar (15 st) och Grand Prix-segrar (122 st).

Lista över segrare i Grand Prix Roadracing vad avser flest världsmästartitlar och flest Grand Prix-segrar i samtliga Grand Prix-klasser för motorcyklar med två hjul. Klasserna är MotoGP, Moto2, Moto3, 500cc, 350cc, 250cc, 125cc, 80cc och 50cc.
- 50cc kördes från 1962 till 1983. Ersattes av 80cc.
- 80cc kördes från 1984 till 1989.
- 125cc kördes från 1949 till 2011. Ersattes av Moto3.
- 250cc kördes från 1949 till 2009. Ersattes av Moto2.
- 350cc kördes från 1949 till 1982.
- 500cc kördes från 1949 till 2001. Ersattes av MotoGP.
- Moto3 körs sedan 2012.
- Moto2 körs sedan 2010.
- MotoGP körs sedan 2002.

Statistiken är uppdaterad efter säsongen 2018.

## Världsmästartitlar för förare
Tabellen över samtliga världsmästare är uppdaterad efter säsongen 2022.
| Fet text      | Förare som är aktiv under säsongen 2023. |
| Förkortningar | MGP=MotoGP, M2=Moto2, M3=Moto3           |

| Nr | Förare           | Land               | Totalt | MGP | 500 | 350 | M2 | 250 | M3 | 125 | 80 | 50 |
| -- | ---------------- | ------------------ | ------ | --- | --- | --- | -- | --- | -- | --- | -- | -- |
| 1  | Giacomo Agostini | Italien            | 15     |     | 8   | 7   |    |     |    |     |    |    |
| 2  | Ángel Nieto      | Spanien            | 13     |     |     |     |    |     |    | 7   |    | 6  |
| 3  | Valentino Rossi  | Italien            | 9      | 6   | 1   |     |    | 1   |    | 1   |    |    |
| 4  | Mike Hailwood    | Storbritannien     | 9      |     | 4   | 2   |    | 3   |    | 1   |    |    |
| 5  | Carlo Ubbiali    | Italien            | 9      |     |     |     |    | 3   |    | 6   |    |    |
| 6  | Marc Márquez     | Spanien            | 8      | 6   |     |     | 1  |     |    | 1   |    |    |
| 7  | John Surtees     | Storbritannien     | 7      |     | 4   | 3   |    |     |    |     |    |    |
| 8  | Phil Read        | Storbritannien     | 7      |     | 2   |     |    | 4   |    | 1   |    |    |
| 9  | Geoff Duke       | Storbritannien     | 6      |     | 4   | 2   |    |     |    |     |    |    |
| 10 | Jim Redman       | Rhodesia & Nyasal. | 6      |     |     | 4   |    | 2   |    |     |    |    |
| 11 | Michael Doohan   | Australien         | 5      |     | 5   |     |    |     |    |     |    |    |
| 12 | Jorge Lorenzo    | Spanien            | 5      | 3   |     |     |    | 2   |    |     |    |    |
| 13 | Anton Mang       | Västtyskland       | 5      |     |     |     |    | 3   |    | 2   |    |    |
| 14 | Eddie Lawson     | USA                | 4      |     | 4   |     |    |     |    |     |    |    |
| 15 | Kork Ballington  | Sydafrika          | 4      |     |     | 2   |    | 2   |    |     |    |    |
| 16 | Walter Villa     | Italien            | 4      |     |     | 1   |    | 3   |    |     |    |    |
| 17 | Max Biaggi       | Italien            | 4      |     |     |     |    | 4   |    |     |    |    |
| 18 | Hugh Anderson    | Nya Zeeland        | 4      |     |     |     |    |     |    | 2   |    | 2  |
| 19 | Jorge Martínez   | Spanien            | 4      |     |     |     |    |     |    | 1   | 3  |    |

## Grand Prix-segrare samtliga klasser
Tabellen över Grand Prix-segrare är uppdaterad efter säsongen 2024.
| Fet text | Förare som är aktiv under säsongen 2024. |

| Plats | Förare               | Land               | Segrar | Aktiva säsonger | Första seger                     | Sista seger                      |
| ----- | -------------------- | ------------------ | ------ | --------------- | -------------------------------- | -------------------------------- |
| 1     | Giacomo Agostini     | Italien            | 122    | 1964–1977       | 350cc i Västtysklands GP 1965    | 500cc i Västtysklands GP 1976    |
| 2     | Valentino Rossi      | Italien            | 115    | 1996–2021       | 125cc i Tjeckiens GP 1996        | MotoGP i TT Assen 2017           |
| 3     | Marc Márquez         | Spanien            | 96     | 2008–           | 125cc i Italiens GP 2010         | MotoGP i Tjeckiens GP 2025       |
| 4     | Ángel Nieto          | Spanien            | 90     | 1964–1986       | 50cc i Östtysklands GP 1969      | 80cc i Frankrikes GP 1985        |
| 5     | Mike Hailwood        | Storbritannien     | 76     | 1958–1967       | 125cc i Ulsters GP 1959          | 350cc i Japans GP 1967           |
| 6     | Jorge Lorenzo        | Spanien            | 68     | 2002–2019       | 125cc i Brasiliens GP 2003       | MotoGP i Österrikes GP 2018      |
| 7=    | Michael Doohan       | Australien         | 54     | 1989–1999       | 500cc i Ungerns GP 1990          | 500cc i Argentinas GP 1998       |
| 7=    | Dani Pedrosa         | Spanien            | 54     | 2001–2018       | 125cc i Assen TT 2002            | MotoGP i Valencias GP 2017       |
| 9     | Phil Read            | Storbritannien     | 52     | 1961–1976       | 350cc i Isle of Man TT 1961      | 500cc i Tjeckoslovakiens GP 1975 |
| 10=   | Jim Redman           | Rhodesia & Nyasal. | 45     | 1959–1966       | 250cc i Belgiens GP 1961         | 500cc i Assen TT 1966            |
| 10=   | Casey Stoner         | Australien         | 45     | 2001–2012       | 125cc i Valencias GP 2003        | MotoGP i Australiens GP 2012     |
| 12=   | Anton Mang           | Västtyskland       | 42     | 1975–1988       | 125cc i Västtysklands GP 1976    | 250cc i Japans GP 1988           |
| 12=   | Max Biaggi           | Italien            | 42     | 1991–2005       | 250cc i Sydafrikas GP 1992       | MotoGP i Tysklands GP 2004       |
| 14=   | Carlo Ubbiali        | Italien            | 39     | 1949–1960       | 125cc i Ulsters GP 1950          | 250cc i Nationernas GP 1960      |
| 14=   | Francesco Bagnaia    | Italien            | 39     | 2013–           | Moto3 i TT Assen 2016            | MotoGP i Barcelonas GP 2024      |
| 16    | John Surtees         | Storbritannien     | 38     | 1952 1954–1960  | 250cc i Ulsters GP 1955          | 500cc i Nationernas GP 1960      |
| 17    | Jorge Martínez       | Spanien            | 37     | 1982–1997       | 80cc i Assen TT 1984             | 125cc i Argentinas GP 1994       |
| 18    | Luca Cadalora        | Italien            | 34     | 1984–2000       | 125cc i Västtysklands GP 1986    | 500cc i Tysklands GP 1996        |
| 19    | Geoff Duke           | Storbritannien     | 33     | 1950–1959       | 500cc i Isle of Man TT 1950      | 500cc i Sveriges GP 1958         |
| 20=   | Kork Ballington      | Sydafrika          | 31     | 1976–1982       | 350cc i Spaniens GP 1976         | 250cc i Storbritanniens GP 1980  |
| 20=   | Eddie Lawson         | USA                | 31     | 1981–1992       | 500cc i Sydafrikas GP 1984       | 500cc i Ungerns GP 1992          |
| 22    | Luigi Taveri         | Schweiz            | 30     | 1954–1966       | 125cc i Spaniens GP 1955         | 125cc i Nationernas GP 1966      |
| 23    | Loris Capirossi      | Italien            | 29     | 1990–2011       | 125cc i Storbritanniens GP 1990  | MotoGP i Japans GP 2007          |
| 24=   | Eugenio Lazzarini    | Italien            | 27     | 1969–1984       | 125cc i Assen TT 1973            | 125cc i Belgiens GP 1983         |
| 24=   | Pier Paolo Bianchi   | Italien            | 27     | 1973–1988       | 125cc i Österrikes GP 1976       | 80cc i Belgiens GP 1986          |
| 24=   | Freddie Spencer      | USA                | 27     | 1980–1993       | 500cc i Belgiens GP 1982         | 500cc i Sveriges GP 1985         |
| 27    | Maverick Viñales     | Spanien            | 26     | 2011–           | 125cc i Frankrikes GP 2011       | MotoGP i Amerikas GP 2024        |
| 28=   | Hugh Anderson        | Nya Zeeland        | 25     | 1960–1972       | 50cc i Argentinas GP 1962        | 125cc i Japans GP 1965           |
| 28=   | Kevin Schwantz       | USA                | 25     | 1986–1995       | 500cc i Japans GP 1988           | 500cc i Storbritanniens GP 1994  |
| 30=   | Walter Villa         | Italien            | 24     | 1969–1980       | 250cc i Nationernas GP 1974      | 250cc i Venezuelas GP 1979       |
| 30=   | Kenny Roberts        | USA                | 24     | 1974–1983       | 250cc i Venezuelas GP 1978       | 500cc i San Marinos GP 1983      |
| 30=   | Wayne Rainey         | USA                | 24     | 1983–1993       | 500cc i Storbritanniens GP 1988  | 500cc i Tjeckiens GP 1993        |
| 30=   | Andrea Dovizioso     | Italien            | 24     | 2001–2020       | 125cc i Sydafrikas GP 2004       | MotoGP i Österrikes GP 2020      |
| 34    | Barry Sheene         | Storbritannien     | 23     | 1971–1984       | 125cc i Belgiens GP 1971         | 500cc i Sveriges GP 1981         |
| 35    | Marco Melandri       | Italien            | 22     | 1997–2010 2015  | 125cc i Assen TT 1998            | MotoGP i Australiens GP 2006     |
| 36=   | Bill Ivy             | Storbritannien     | 21     | 1965–1969       | 125cc i Spaniens GP 1966         | 125cc i Nationernas GP 1968      |
| 36=   | Fausto Gresini       | Italien            | 21     | 1983–1994       | 125cc i Sveriges GP 1984         | 125cc i Storbritanniens GP 1992  |
| 38=   | Tarquinio Provini    | Italien            | 20     | 1954–1966       | 125cc i Spaniens GP 1954         | 250cc i Nationernas GP 1965      |
| 38=   | Àlex Crivillé        | Spanien            | 20     | 1987–2001       | 125cc i Australiens GP 1989      | 500cc i Frankrikes GP 2000       |
| 38=   | Ralf Waldmann        | Tyskland           | 20     | 1987–2002       | 125cc i Tysklands GP 1991        | 250cc i Storbritanniens GP 2000  |
| 41=   | Gary Hocking         | Rhodesia & Nyasal. | 19     | 1958–1962       | 250cc i Sveriges GP 1959         | 500cc i Isle of Man TT 1962      |
| 41=   | Ricardo Tormo        | Spanien            | 19     | 1973–1983       | 50cc i Sveriges GP 1977          | 50cc i San Marinos GP 1983       |
| 41=   | Carlos Lavado        | Venezuela          | 19     | 1983–1992       | 350cc i Venezuelas GP 1979       | 250cc i Jugoslaviens GP 1987     |
| 44=   | Kent Andersson       | Sverige            | 18     | 1966–1975       | 250cc i Tysklands GP 1969        | 125cc i Frankrikes GP 1975       |
| 44=   | Stefan Dörflinger    | Schweiz            | 18     | 1973–1990       | 50cc i Belgiens GP 1980          | 80cc i Spaniens GP 1988          |
| 44=   | Wayne Gardner        | Australien         | 18     | 1983–1992       | 500cc i Spaniens GP 1986         | 500cc i Storbritanniens GP 1992  |
| 44=   | Álex Rins            | Spanien            | 18     | 2012–           | Moto3 i Amerikas GP 2012         | MotoGP i Amerikas GP 2023        |
| 44=   | Jorge Martín         | Spanien            | 18     | 2015–           | Moto3 i Valencias GP 2017        | MotoGP i Indonesiens GP 2024     |
| 44=   | David Alonso         | Colombia           | 18     | 2023–           | Moto3 i GP 2023                  | Moto3 i Valencias GP 2024        |
| 50=   | Tetsuya Harada       | Japan              | 17     | 1990–2002       | 250cc i Australiens GP 1993      | 250cc i Pacific GP 2001          |
| 50=   | Daijiro Kato         | Japan              | 17     | 1996–2003       | 250cc i Japans GP 1997           | 250cc i Brasiliens GP 2001       |
| 50=   | Toni Elías           | Spanien            | 17     | 1999–2013 2015  | 125cc i Assen TT 2001            | Moto2 i Japans GP 2010           |
| 50=   | Thomas Lüthi         | Schweiz            | 17     | 2002–2021       | 125cc i Frankrikes GP 2005       | Moto2 i Valencias GP 2019        |
| 50=   | Brad Binder          | Sydafrika          | 17     | 2011–           | Moto3 i Spaniens GP 2016         | MotoGP i Österrikes GP 2021      |
| 50=   | Miguel Oliveira      | Portugal           | 17     | 2011–           | Moto3 i Italiens GP 2015         | MotoGP i Thailands GP 2022       |
| 56=   | Álvaro Bautista      | Spanien            | 16     | 2002–2018       | 125cc i Spaniens GP 2006         | 250cc i Kataloniens GP 2009      |
| 56=   | Nicolás Terol        | Spanien            | 16     | 2005–2014       | 125cc i Indianapolis GP 2008     | Moto2 i Valencias GP 2013        |
| 56=   | Mika Kallio          | Finland            | 16     | 2002–2019       | 125cc i Portugals GP 2005        | Moto2 i Indianapolis GP 2014     |
| 56=   | Johann Zarco         | Frankrike          | 16     | 2009–           | 125cc i Japans GP 2011           | Moto2 i Valencias GP 2016        |
| 56=   | Pedro Acosta         | Spanien            | 16     | 2022–           | Moto3 i GP 2022                  | Moto2 i GP 2023                  |
| 61=   | Ernst Degner         | Östtyskland        | 15     | 1957–1966       | 125cc i Nationernas GP 1957      | 50cc i Belgiens GP 1965          |
| 61=   | Jarno Saarinen       | Finland            | 15     | 1970–1973       | 350cc i Tjeckoslovakiens GP 1971 | 250cc i Tysklands GP 1973        |
| 61=   | Sito Pons            | Spanien            | 15     | 1981–1991       | 250cc i Spaniens GP 1984         | 250cc i Sveriges GP 1989         |
| 61=   | Pol Espargaró        | Spanien            | 15     | 2006–\|2023     | 125cc i Indianapolis GP 2009     | Moto2 i Japans GP 2013           |
| 65=   | Hans Georg Anscheidt | Västtyskland       | 14     | 1962–1968       | 50cc i Spaniens GP 1962          | 50cc i Belgiens GP 1968          |
| 65=   | Dieter Braun         | Västtyskland       | 14     | 1968–1976       | 125cc i Jugoslaviens GP 1969     | 250cc i Jugoslaviens GP 1976     |
| 65=   | Jan de Vries         | Nederländerna      | 14     | 1968–1973       | 50cc i Nationernas GP 1970       | 50cc i Spaniens GP 1973          |
| 65=   | Johnny Cecotto       | Venezuela          | 14     | 1975–1980       | 250cc i Frankrikes GP 1975       | 350cc i Nationernas GP 980       |
| 65=   | Dirk Raudies         | Tyskland           | 14     | 1989–1997       | 125cc i Brasiliens GP 1992       | 125cc i Assen TT 1995            |
| 65=   | Marco Simoncelli     | Italien            | 14     | 2002–2011       | 125cc i Spaniens GP 2004         | 250cc i Australiens GP 2009      |
| 71=   | Randy Mamola         | USA                | 13     | 1979–1992       | 500cc i Belgiens GP 1980         | 500cc i San Marinos GP 1987      |
| 71=   | John Kocinski        | USA                | 13     | 1988–1999       | 250cc i Japans GP 1989           | 500cc i Australiens GP 1994      |
| 71=   | Noboru Ueda          | Japan              | 13     | 1991–2002       | 125cc i Japans GP 1991           | 125cc i Italiens GP 2001         |
| 71=   | Esteve Rabat         | Spanien            | 13     | 2005–2020       | Moto2 i Spaniens GP 2013         | Moto2 i Valencias GP 2015        |
| 71=   | Andrea Iannone       | Italien            | 13     | 2005–2019       | 125cc i Kinas GP 2008            | MotoGP i Österrikes GP 2016      |
| 71=   | Romano Fenati        | Italien            | 13     | 2012–2023       | Moto3 i Spaniens GP 2012         | Moto3 i Storbritanniens GP 2021  |
| 71=   | Enea Bastianini      | Italien            | 13     | 2014–           | Moto3 i San Marinos GP 2015      | MotoGP i Emilia Romagnas GP 2024 |
| 78=   | Fergus Anderson      | Storbritannien     | 12     | 1949–1954       | 250cc i Schweiz GP 1949          | 350cc i Spaniens GP 1954         |
| 78=   | Manuel Poggiali      | San Marino         | 12     | 1998–2008       | 125cc i Frankrikes GP 2001       | 250cc i Brasiliens GP 2004       |
| 78=   | Mattia Pasini        | Italien            | 12     | 2004–2019       | 125GP i Kinas GP 2005            | Moto2 i Argentinas GP 2018       |
| 78=   | Álex Márquez         | Spanien            | 12     | 2012–           | Moto3 i Italiens GP 2013         | Moto2 i Tjeckiens GP 2019        |
| 78=   | Joan Mir             | Spanien            | 12     | 2015–           | Moto3 i Österrikes GP 2016       | MotoGP i Europas GP 2020         |
| 78=   | Fabio Quartararo     | Frankrike          | 12     | 2015–           | Moto2 i Kataloniens GP 2018      | MotoGP i Tysklands GP 2022       |
| 84=   | Werner Haas          | Västtyskland       | 11     | 1952–1954       | 250cc i Västtysklands GP 1952    | 250cc i Västtysklands GP 1954    |
| 84=   | Dave Simmonds        | Storbritannien     | 11     | 1966–1972       | 125cc i Tysklands GP 1969        | 500cc i Spaniens GP 1971         |
| 84=   | Takazumi Katayama    | Japan              | 11     | 1974–1990       | 250cc i Sveriges GP 1974         | 500cc i Sveriges GP 1982         |
| 84=   | Kazuto Sakata        | Japan              | 11     | 1991–1999       | 125cc i Spaniens GP 1993         | 125cc i Storbritanniens GP 1998  |
| 84=   | Youichi Ui           | Japan              | 11     | 1995–2007       | 125cc i Japans GP 2000           | 125cc i Brasiliens GP 2001       |
| 84=   | Franco Morbidelli    | Italien            | 11     | 2013–           | Moto2 i Qatars GP 2017           | MotoGP i Valencias GP 2020       |
| 90=   | Ralph Bryans         | Storbritannien     | 10     | 1963–1967       | 50cc i Assen TT 1964             | 250cc i Japans GP 1967           |
| 86=   | Rodney Gould         | Storbritannien     | 10     | 1967–1972       | 250cc i Frankrikes GP 1970       | 50cc i Sveriges GP 1972          |
| 86=   | Gregg Hansford       | Australien         | 10     | 1978–1981       | 250cc i Spaniens GP 1978         | 350cc i Finlands GP 1976         |
| 86=   | Masao Azuma          | Japan              | 10     | 1996–2003       | 125cc i Australiens GP 1998      | 125cc i Brasiliens GP 2002       |
| 86=   | Héctor Barberá       | Spanien            | 10     | 2002–2018       | 125cc i Storbritanniens GP 2003  | 250cc i Valencias GP 2009        |
| 93=   | Bill Lomas           | Storbritannien     | 9      | 1950–1956       | 350cc i Isle of Man TT 1955      | 350cc i Ulsters GP 1956          |
| 93=   | Hans Spaan           | Nederländerna      | 9      | 1980–1994       | 125cc i Österrikes GP 1989       | 125cc i Tjeckoslovakiens GP 1990 |
| 93=   | Ezio Gianola         | Italien            | 9      | 1983–1993       | 125cc i Frankrikes GP 1985       | 125cc i Frankrikes GP 1992       |
| 93=   | Haruchika Aoki       | Japan              | 9      | 1995–2002       | 125cc i Australiens GP 1995      | 125cc i Brasiliens GP 1996       |
| 93=   | Roberto Locatelli    | Italien            | 9      | 1994–2009       | 125cc i Frankrikes GP 1999       | 125cc i Tysklands GP 2004        |
| 93=   | Sete Gibernau        | Spanien            | 9      | 1992–2006 2009  | 500cc i Valencias GP 2001        | MotoGP i Qatars GP 2004          |
| 93=   | Gábor Talmácsi       | Ungern             | 9      | 2000–2010       | 125cc i Italiens GP 2005         | 125cc i Malaysias GP 2008        |
| 93=   | Hiroshi Aoyama       | Japan              | 9      | 2000–2015       | 250cc i Japans GP 2005           | 250cc i Malaysias GP 2009        |
| 93=   | Luis Salom           | Spanien            | 9      | 2009–2016       | Moto3 i Indianapolis GP 2012     | Moto3 i Malaysias GP 2013        |
| 102=  | Leslie Graham        | Storbritannien     | 8      | 1949–1953       | 500cc i Schweiz GP 1949          | 125cc i Isle of Man TT 1953      |
| 102=  | Teuvo Länsivuori     | Finland            | 8      | 1969–1978       | 350cc i Spaniens GP 1971         | 500cc i Sveriges GP 1974         |
| 102=  | Paolo Pileri         | Italien            | 8      | 1973–1979       | 125cc i Spaniens GP 1975         | 250cc i Belgiens GP 1978         |
| 102=  | Loris Reggiani       | Italien            | 8      | 1980–1995       | 125cc i Storbritanniens GP 1980  | 250cc i Tjeckiens GP 1993        |
| 102=  | Kenny Roberts Jr.    | USA                | 8      | 1993–2007       | 500cc i Malaysias GP 1999        | 500cc i Pacific GP 2000          |
| 102=  | Julián Simón         | Spanien            | 8      | 2002–2017       | 125cc i Storbritanniens GP 2005  | 125cc i Valencias GP 2009        |
| 102=  | Héctor Faubel        | Spanien            | 8      | 2000–2012       | 125cc i Turkiets GP 2006         | 125cc i Tysklands GP 2011        |
| 102=  | Danny Kent           | Storbritannien     | 8      | 2010–2018       | Moto3 i Japans GP 2012           | Moto3 i Storbritanniens GP 2015  |
| 110=  | Enrico Lorenzetti    | Italien            | 7      | 1949–1957       | 250cc i Nationernas GP 1951      | 250cc i Spaniens GP 1953         |
| 110=  | Reg Armstrong        | Irland             | 7      | 1949–1956       | 500cc i Isle of Man TT 1952      | 500cc i Västtysklands GP 1956    |
| 110=  | Kel Carruthers       | Australien         | 7      | 1966–1970       | 250cc i Isle of Man TT 1969      | 250cc i Ulsters GP 1970          |
| 110=  | Chas Mortimer        | Storbritannien     | 7      | 1969–1979       | 125cc i Isle of Man TT 1971      | 350cc i Isle of Man TT 1976      |
| 110=  | Henk van Kessel      | Nederländerna      | 7      | 1972–1986       | 50cc i Frankrikes GP 1974        | 50cc i Belgiens GP 1979          |
| 110=  | Jon Ekerold          | Sydafrika          | 7      | 1975–1983       | 250cc i Frankrikes GP 1977       | 350cc i Nationernas GP 1981      |
| 110=  | Franco Uncini        | Italien            | 7      | 1976–1985       | 250cc i Nationernas GP 1977      | 500cc i Storbritanniens GP 1982  |
| 110=  | Christian Sarron     | Frankrike          | 7      | 1976–1990       | 250cc i Tysklands GP 1977        | 500cc i Tysklands GP 1985        |
| 110=  | Olivier Jacque       | Frankrike          | 7      | 1995–2005 2007  | 250cc i Brasiliens GP 1996       | 250cc i Australiens GP 2000      |
| 110=  | Arnaud Vincent       | Frankrike          | 7      | 1996–2006       | 125cc i Kataloniens GP 1999      | 125cc i Malaysias GP 2002        |
| 110=  | Lucio Cecchinello    | Italien            | 7      | 1993–2003       | 125cc i Madrids GP 1998          | 125cc i Italiens GP 2003         |
| 110=  | Alex Barros          | Brasilien          | 7      | 1986–2005 2007  | 500cc i FIM GP 1993              | MotoGP i Portugals GP 2005       |
| 110=  | Sebastian Porto      | Argentina          | 7      | 1994–2006 2014  | 250cc i Brasiliens GP 2002       | 250cc i Assen TT 2005            |
| 110=  | Stefan Bradl         | Tyskland           | 7      | 2005–2020       | 125cc i Tjeckiens GP 2008        | Moto2 i Storbritanniens GP 2011  |
| 110=  | Sandro Cortese       | Tyskland           | 7      | 2005–2017       | 125cc i Tjeckiens GP 2011        | Moto3 i Australiens GP 2012      |
| 110=  | Jack Miller          | Australien         | 7      | 2011–           | Moto3 i Qatars Grand Prix 2014   | MotoGP i TT Assen 2016           |
| 126=  | Ray Amm              | Sydrhodesia        | 6      | 1951–1955       | 350cc i Nationernas GP 1952      | 350cc i Nationernas GP 1954      |
| 126=  | Umberto Masetti      | Italien            | 6      | 1949–1958       | 500cc i Belgiens GP 1950         | 500cc i Nationernas GP 1955      |
| 126=  | Libero Liberati      | Italien            | 6      | 1953–1959       | 350cc i Nationernas GP 1956      | 500cc i Nationernas GP 1957      |
| 126=  | Tom Phillis          | Australien         | 6      | 1959–1962       | 125cc i Spaniens GP 1959         | 125cc i Argentinas GP 1961       |
| 126=  | Aalt Toersen         | Nederländerna      | 6      | 1967–1972       | 50cc i Spaniens GP 1969          | 50cc i Tjeckoslovakiens GP 1970  |
| 126=  | Renzo Pasolini       | Italien            | 6      | 1964–1973       | 250cc i Assen TT 1969            | 250cc i Spaniens GP 1972         |
| 126=  | Guy Bertin           | Frankrike          | 6      | 1977–1988       | 125cc i Tjeckoslovakiens GP 1979 | 125cc i Nationernas GP 1981      |
| 126=  | Marco Lucchinelli    | Italien            | 6      | 1975–1986       | 500cc i Västtysklands GP 1980    | 500cc i Finlands GP 1982         |
| 126=  | Manfred Herweh       | Västtyskland       | 6      | 1980–1989       | 350cc i Västtysklands GP 1982    | 250cc i San Marinos GP 1984      |
| 126=  | Doriano Romboni      | Italien            | 6      | 1989–1998       | 125cc i Tysklands GP 1990        | 250cc i Brasiliens GP 1995       |
| 126=  | Tomomi Manako        | Japan              | 6      | 1994–1999       | 125cc i Kataloniens GP 1996      | 250cc i Argentinas GP 1998       |
| 126=  | Tadayuki Okada       | Japan              | 6      | 1989–2000 2008  | 250cc i Japans GP 1994           | 500cc i Australiens GP 1999      |
| 126=  | Shinya Nakano        | Japan              | 6      | 2002–2008       | 250cc i Japans GP 1999           | 250cc i Valencias GP 2000        |
| 126=  | Arón Canet           | Spanien            | 6      | 2016–           | Moto3 i Spaniens GP 2017         | Moto3 i Aragoniens GP 2019       |
| 126=  | Albert Arenas        | Spanien            | 6      | 2014–           | Moto3 i Frankrikes GP 2018       | Moto3 i Österrikes GP 2020       |
| 126=  | Luca Marini          | Italien            | 6      | 2013–           | Moto2 i Malaysias GP 2018        | Moto2 i Kataloniens GP 2020      |
| 126=  | Sam Lowes            | UK                 | 6      | 2014–           | Moto2 i Amerikas GP 2015         | Moto2 i Teruels GP 2020          |